# Silvino João de Carvalho
Silvino João de Carvalho, conhecido como Jabá (Araripina, 20 de maio de 1981), é um ex-futebolista brasileiro que atuava como atacante.

## Carreira

### Início
Iniciou sua carreira 1996 na Associação Tupy de Esportes. Em 1998, foi contratado pelo União Bandeirante onde permaneceu até 2002. Passou por diversos clubes do Brasil, como o Coritiba em 2002, Criciúma em 2003 e atuou pelo Ituano em 2003 e 2004.

### Ídolo na Turquia
Em 2004 transferiu-se para o Ankaraspor da Turquia, sendo lá considerado mito depois de marcar quatro gols numa vitória de 4x1 sobre o Kocaelispor. No início da temporada 2007/08, Jabá se transferiu para o Ankaragücü.

### Azerbaijão
Na temporada 2009/10, seu contrato com o Ankaragücü chegou ao fim e na sequência, assinou contrato com o Bakı Futbol Klubu.

### 2012 Turquia: o retorno
Em 2012 defendeu o Antalyaspor, depois de passar quase 2 anos no FC Baku do Azerbaijão. A estréia do atacante aconteceu no dia 4 de fevereiro, em jogo válido pela 25ª rodada da Spor Toto Super League, onde o Antalyaspor recebeu Trabzonspor.

### 2013 Brasil: de volta ao Brasil
Em janeiro de 2013, foi contratado pelo Arapongas Esporte Clube para a disputa do Campeonato Paranaense de 2013.

### 2014
Em janeiro de 2014, acertou com o Juventus-SC para disputar o campeonato Catarinense.

### 2019
Jabá retorna ao Brasil, precisamente para a cidade de Jussara onde Joga o Campeonato Goiano pela Associação Tupy de Esportes.

### 2020
Em janeiro de 2020, assinou contrato com o Clube Esportivo União. No final de 2020, Jabá assinou um contrato com o Altos-PI para a disputa da Série D. Ele permaneceria até o início de 2021, quando anunciou a aposentadoria.

## Títulos

### Bakı Futbol Klubu
- Copa do Azerbaijão 2009/10

### Prêmios individuais
- Melhor Jogador do Azerbaijão 2009/2010
- 2° melhor jogador do Campeonato Turco 2005/2006